# 巴龙日追
巴龙日追（藏語：སཔངས་ལུང་རི་གྲོད་，威利转写：spangs lung ri khrod），位于西藏自治区拉萨市城关区，是一座藏传佛教格鲁派寺院。该寺是巴龙活佛的驻锡地，也是多杰雄登护法的坛场。

## 简介
巴龙日追位于夺底沟西侧的回民公墓（含夺底清真寺）以北，处在山坡高处。巴龙日追是一座很小的寺庙。据《老城史话》记载，该寺是12世纪由尼姑玛吉拉珍的师傅觉顿·索朗创建。后来很长时间内，该寺荒废，香火中断。18世纪，色拉寺卸任堪布洛桑达吉重建该寺，并在其中讲经。洛桑达吉圆寂后，被追认为第一世巴龙活佛。自此，该寺成为历世巴龙活佛的驻锡地。
多杰雄登在历史上一直是个普通的護法。代言多杰雄登的神巫（多杰雄登附体该神巫，从而由该神巫代言。这类神巫在藏语中称“吹仲”）的地位也仅属二流，在拉萨及西藏影响不大。1930年代，老的多杰雄登神巫圆寂，西藏噶厦发布榜文，寻找新的多杰雄登神巫。当时，驻扎在拉萨北郊的扎吉藏兵团第四营，有位普通的藏兵，被派往夺底沟电站劳动，一只手卡在电站的机器中，但竟然未被轧断，最终完好地抽出。有人将该奇迹报告色拉寺的帕绷喀仁波切，帕绷喀仁波切认为，这只手肯定是金刚力士的手，故而无坚不摧。于是认定这名藏兵为多杰雄登附体，这名藏兵成了新的多杰雄登神巫。因有帕绷喀仁波切及其弟子赤江活佛的支持，赤江活佛后来又成为十四世达赖的经师，故多杰雄登神巫的地位迅速上升。色拉寺上层专为多杰雄登神巫重修了夺底沟的巴龙日追，并为他建立了降神用的坛场。他拥有许多侍从、仆役，还有一支规模较大的喇嘛乐队，以为其降神造势。
1959年拉萨骚乱，多杰雄登神巫随十四世达赖逃往印度。一段时期之后，流亡的藏人中发生争议，有意见认为，因多杰雄登神巫过分得势，造成西藏噶厦的首席神巫乃琼护法（乃琼吹仲）八年不肯开口，故应当恢复乃琼护法的名誉及地位。在这种舆论压力下，多杰雄登神巫郁郁不得志，最后在国外圆寂。其儿子洛桑被认定为新一任多杰雄登神巫，但在流亡政府中已失去原有地位，故来到台湾，在台北建了新的非常华美的神庙，并拥有许多信徒。1995年，中国大陆藏学家廖东凡到台湾参加海峡两岸藏学研讨会，其间专门拜访了神巫洛桑及其师傅年扎拉，谈及巴龙日追，洛桑师徒表示非常想回巴龙日追看一看。